# Punta d’Arbola
Punta d’Arbola (niem. Ofenhorn) – szczyt w Alpach Lepontyńskich, części Alp Zachodnich. Leży na granicy między Szwajcarią (kanton Valais) a Włochami (region Piemont). Należy do podgrupy Alpy Monte Leone – Świętego Gotarda. Jest to najwyższy szczyt Alp Lepontyńskich. Można go zdobyć ze schroniska Binntalhütte (2269 m), Mittlenbärghütte (2395 m) po stronie szwajcarskiej lub Rifugio Margaroli al Lago del Vannino (2194 m), Rifugio Cesare Mores (2515 m), Rifugio Somma Lombardo (2561 m), Rifugio Città di Busto (2480m) oraz Rifugio Claudio e Bruno (2713 m) po stronie włoskiej.